# Central nuclear de Forsmark
A Central nuclear de Forsmark - em sueco Forsmarks kärnkraftverk - está localizada na localidade sueca de Forsmark, na costa da província histórica da Uppland, a 150 km de Estocolmo.
É propriedade da empresa privada Forsmarks Kraftgrupp, na qual o acionista maioritário é a empresa estatal Vattenfall. 

Tem três reatores em funcionamento, com uma capacidade de 3 268 MW.

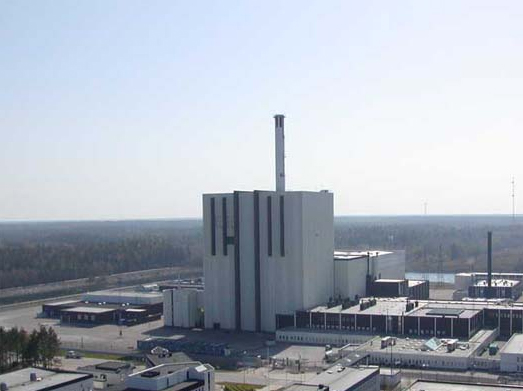
Reator 1
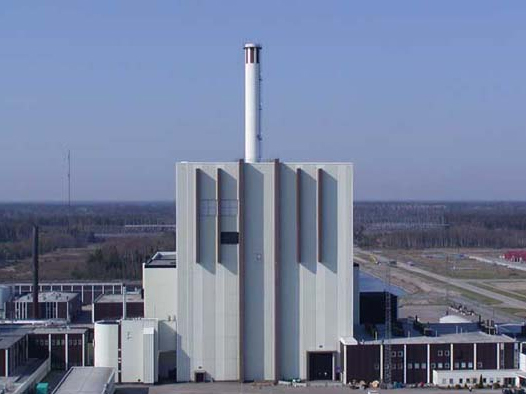
Reator 2
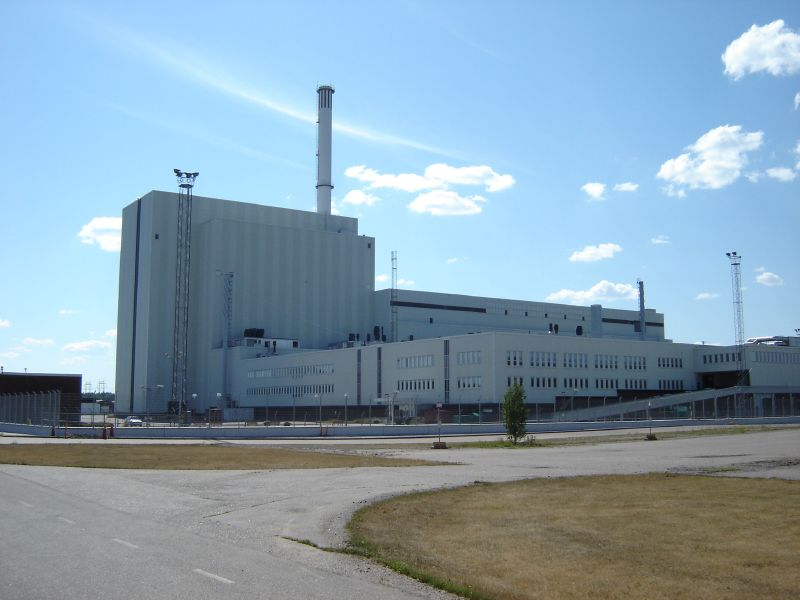
Reator 3